# Dekanat iwacewicki
Dekanat iwacewicki – jeden z ośmiu dekanatów wchodzących w skład eparchii pińskiej i łuninieckiej Egzarchatu Białoruskiego Patriarchatu Moskiewskiego.

## Parafie w dekanacie
- Parafia św. Proroka Eliasza w Bielawiczach
  - Cerkiew św. Proroka Eliasza w Bielawiczach
- Parafia św. Jana Chrzciciela w Bulle
  - Cerkiew św. Jana Chrzciciela w Bulle
- Parafia Zaśnięcia Najświętszej Maryi Panny w Busiażu
  - Cerkiew Zaśnięcia Najświętszej Maryi Panny w Busiażu
- Parafia Zaśnięcia Najświętszej Maryi Panny w Byteniu
  - Cerkiew Zaśnięcia Najświętszej Maryi Panny w Byteniu
- Parafia Ikony Matki Bożej „Wszystkich Strapionych Radość” w Chodakach
  - Cerkiew Ikony Matki Bożej „Wszystkich Strapionych Radość” w Chodakach
- Parafia św. Mikołaja Cudotwórcy w Dobromyślu
  - Cerkiew św. Mikołaja Cudotwórcy w Dobromyślu
- Parafia św. Katarzyny w Domanowie
  - Cerkiew św. Katarzyny w Domanowie
- Parafia Narodzenia Najświętszej Maryi Panny w Hlinnej
  - Cerkiew Narodzenia Najświętszej Maryi Panny w Hlinnej
- Parafia św. Pantelejmona w Hortolu
  - Cerkiew św. Pantelejmona w Hortolu
- Parafia Podwyższenia Krzyża Pańskiego w Hoszczewie
  - Cerkiew Podwyższenia Krzyża Pańskiego w Hoszczewie
- Parafia Ikony Matki Bożej „Łagodząca Złe Serca” w Iwacewiczach (w kolonii karnej nr 22 w Wilczych Norach)
  - Cerkiew Ikony Matki Bożej „Łagodząca Złe Serca” w Iwacewiczach
- Parafia Ikony Matki Bożej „Władająca” w Iwacewiczach
  - Cerkiew Ikony Matki Bożej „Władająca” w Iwacewiczach
- Parafia Ikony Matki Bożej „Wszystkich Strapionych Radość” w Iwacewiczach (w kolonii karnej nr 5)
  - Cerkiew Ikony Matki Bożej „Wszystkich Strapionych Radość” w Iwacewiczach
- Parafia św. Jerzego Zwycięzcy w Jaglewiczach
  - Cerkiew św. Jerzego Zwycięzcy w Jaglewiczach
- Parafia św. Jerzego Zwycięzcy w Jodczykach
  - Cerkiew św. Jerzego Zwycięzcy w Albie
- Parafia św. Antoniego Wielkiego w Kosowie
  - Cerkiew św. Antoniego Wielkiego w Kosowie
- Parafia św. Anny w Lubiszczycach
  - Cerkiew św. Anny w Lubiszczycach
- Parafia Przemienienia Pańskiego w Mironimie
  - Cerkiew Przemienienia Pańskiego w Mironimie
- Parafia św. Michała Archanioła w Obrowie
  - Cerkiew św. Michała Archanioła w Obrowie
- Parafia św. Filareta Metropolity Moskiewskiego w Rzeczkach
  - Cerkiew św. Filareta Metropolity Moskiewskiego w Rzeczkach
- Parafia Podwyższenia Krzyża Pańskiego w Świętej Woli
  - Cerkiew Podwyższenia Krzyża Pańskiego w Świętej Woli
- Parafia Świętej Trójcy w Telechanach
  - Cerkiew Świętej Trójcy w Telechanach
- Parafia św. Męczennicy Elżbiety w Wólce
  - Cerkiew św. Męczennicy Elżbiety w Wólce
- Parafia św. Jana Kronsztadzkiego w Wólce Obrowskiej
  - Cerkiew św. Jana Kronsztadzkiego w Wólce Obrowskiej
- Parafia Opieki Matki Bożej w Wygonoszczach
  - Cerkiew Opieki Matki Bożej w Wygonoszczach

## Galeria

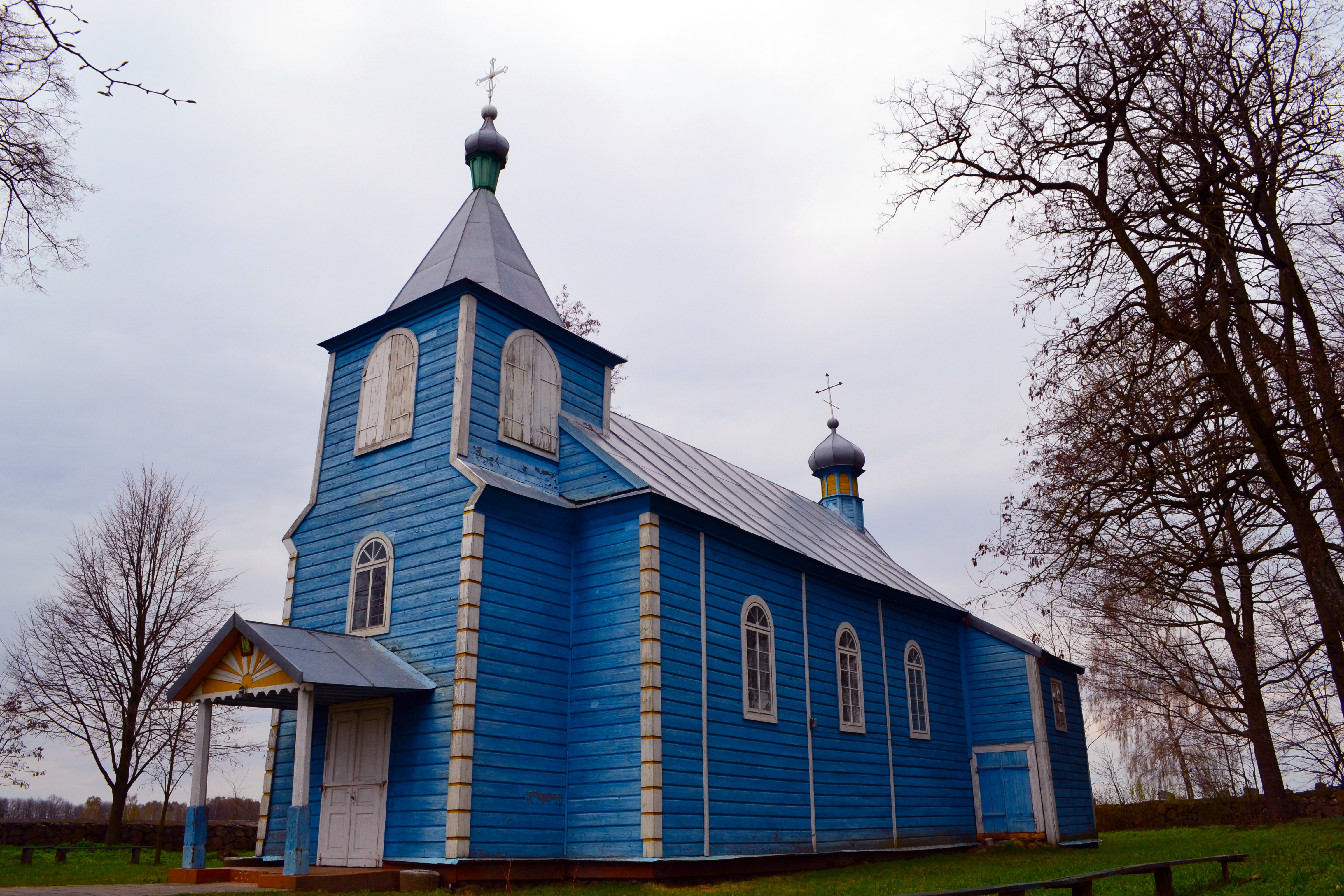
Cerkiew św. Jerzego Zwycięzcy w Albie
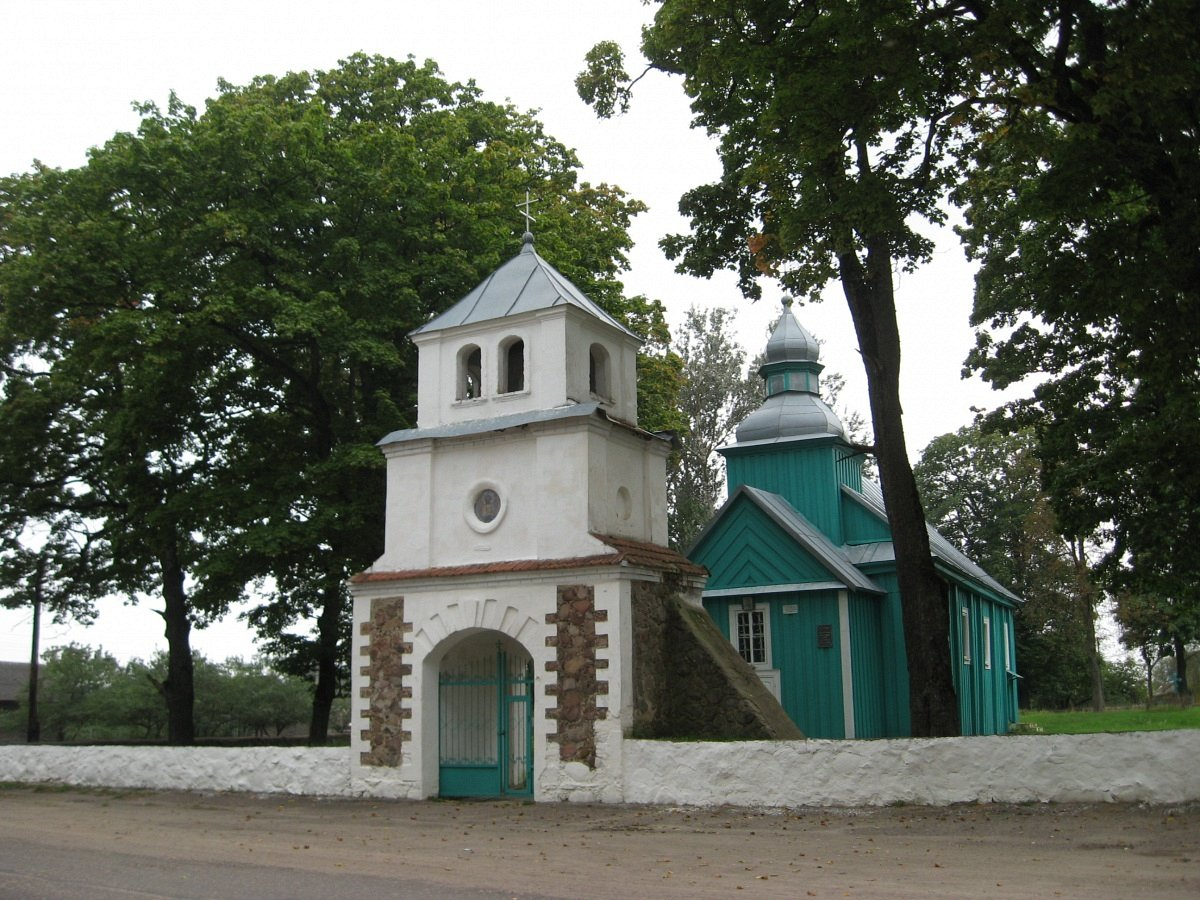
Cerkiew św. Proroka Eliasza w Bielawiczach
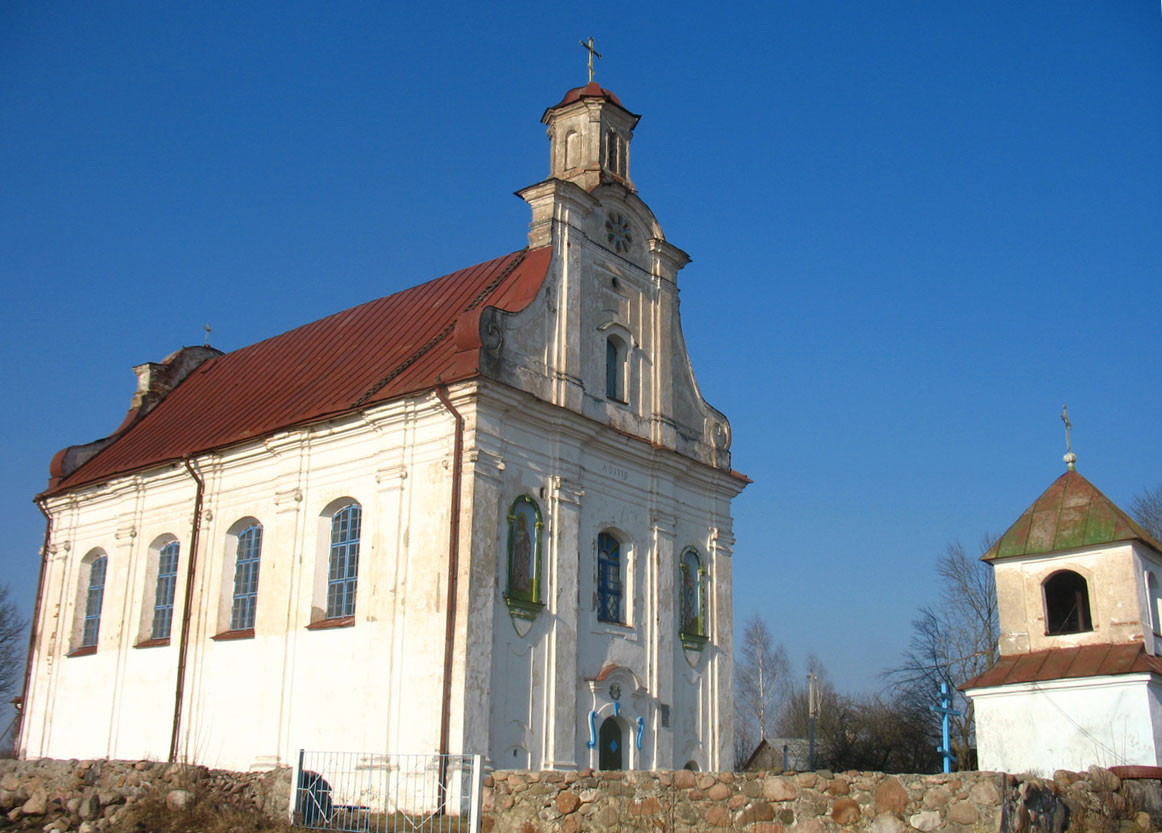
Cerkiew Zaśnięcia Najświętszej Maryi Panny w Busiażu
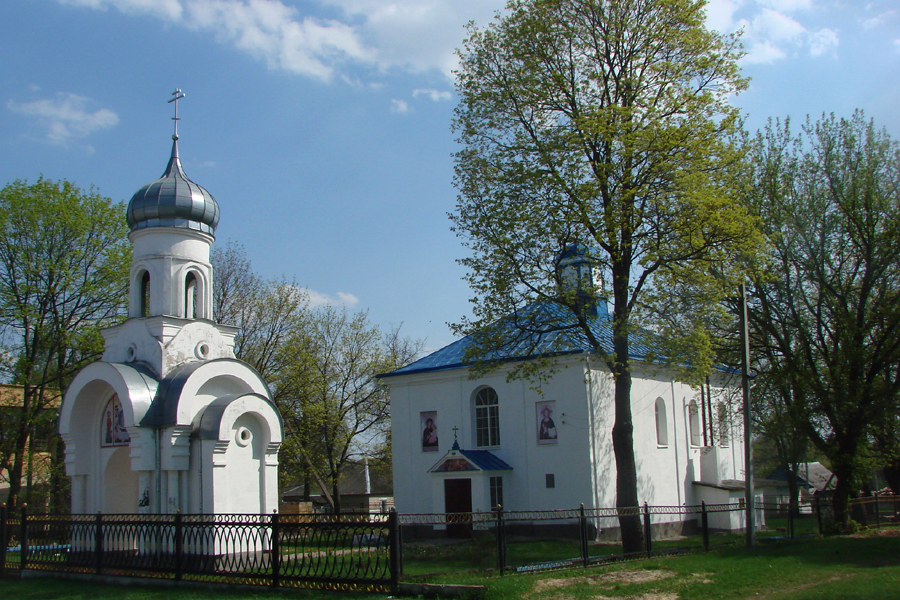
Cerkiew Zaśnięcia Najświętszej Maryi Panny w Byteniu
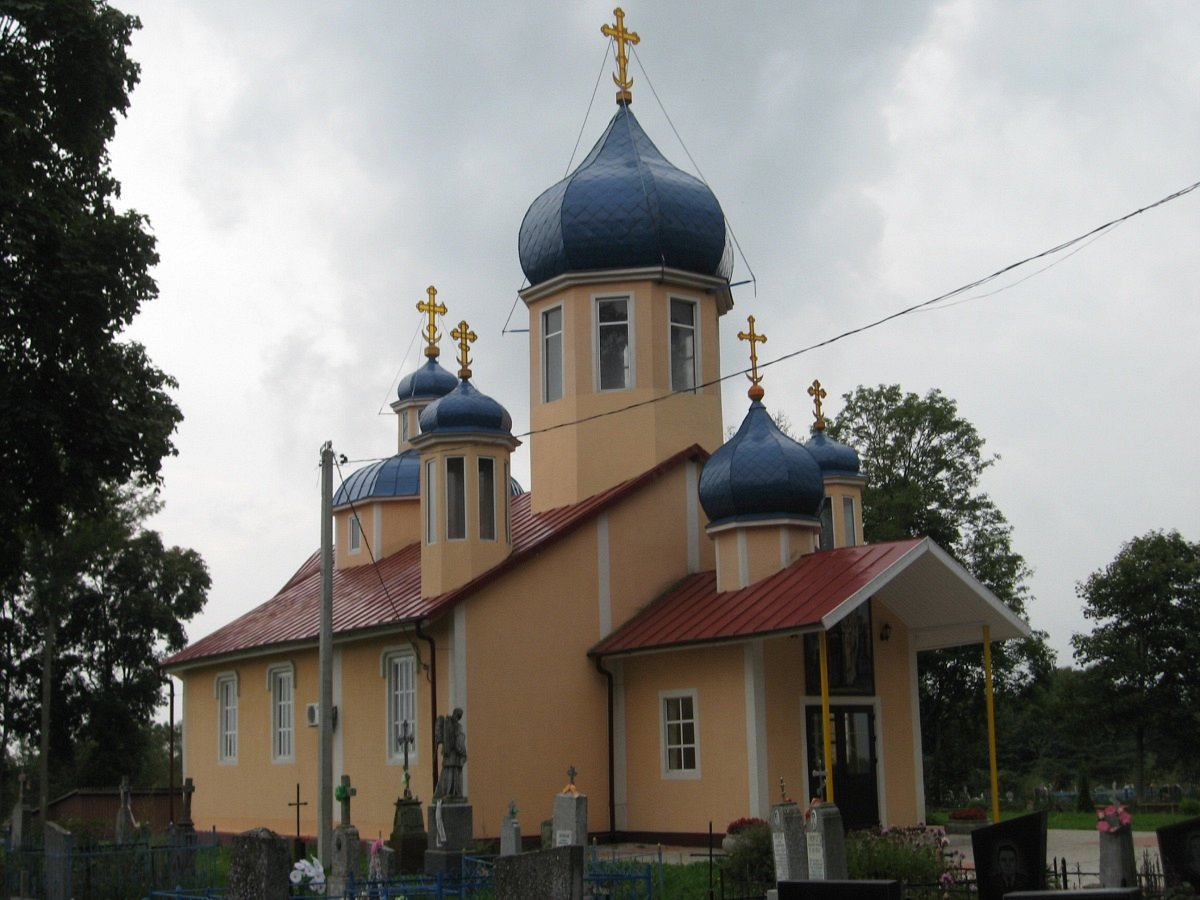
Cerkiew Podwyższenia Krzyża Pańskiego w Hoszczewie
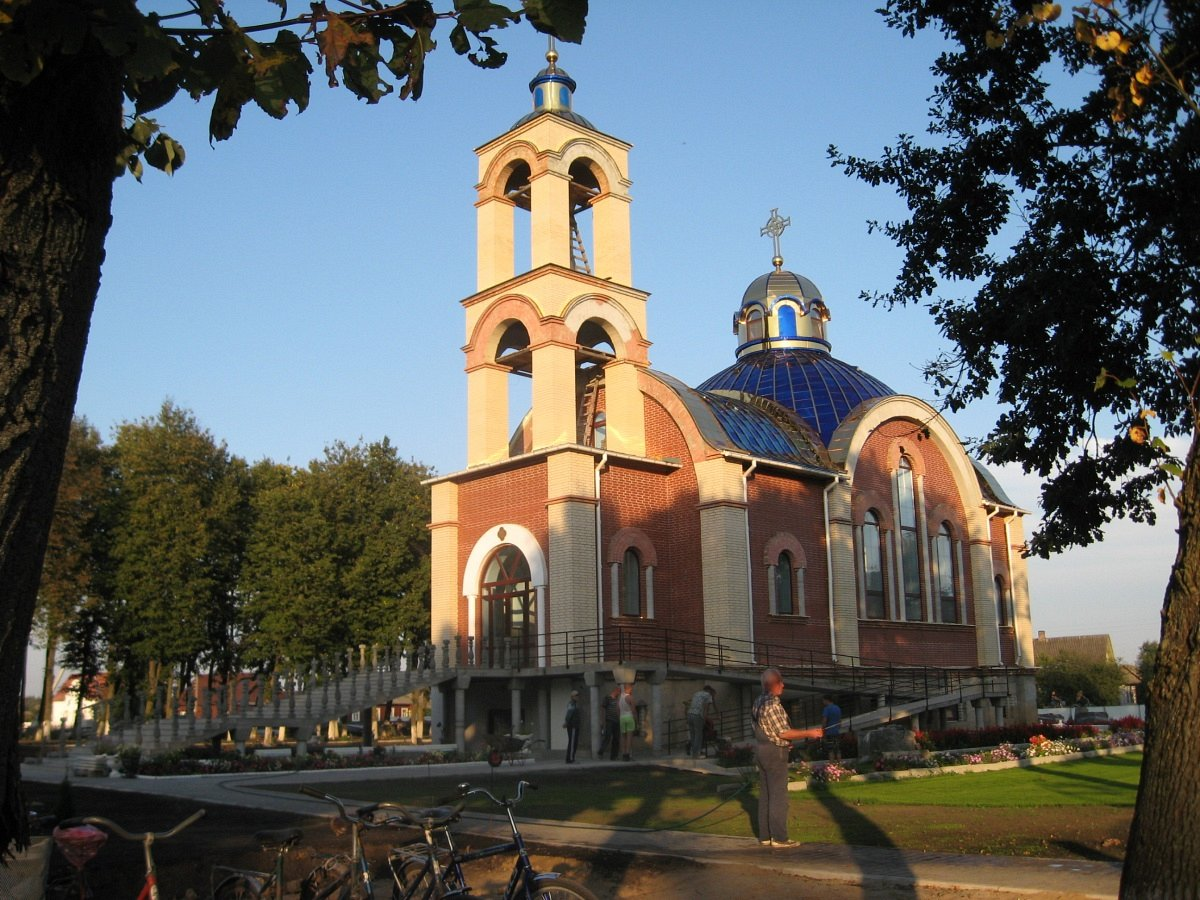
Cerkiew św. Jerzego Zwycięzcy w Jaglewiczach
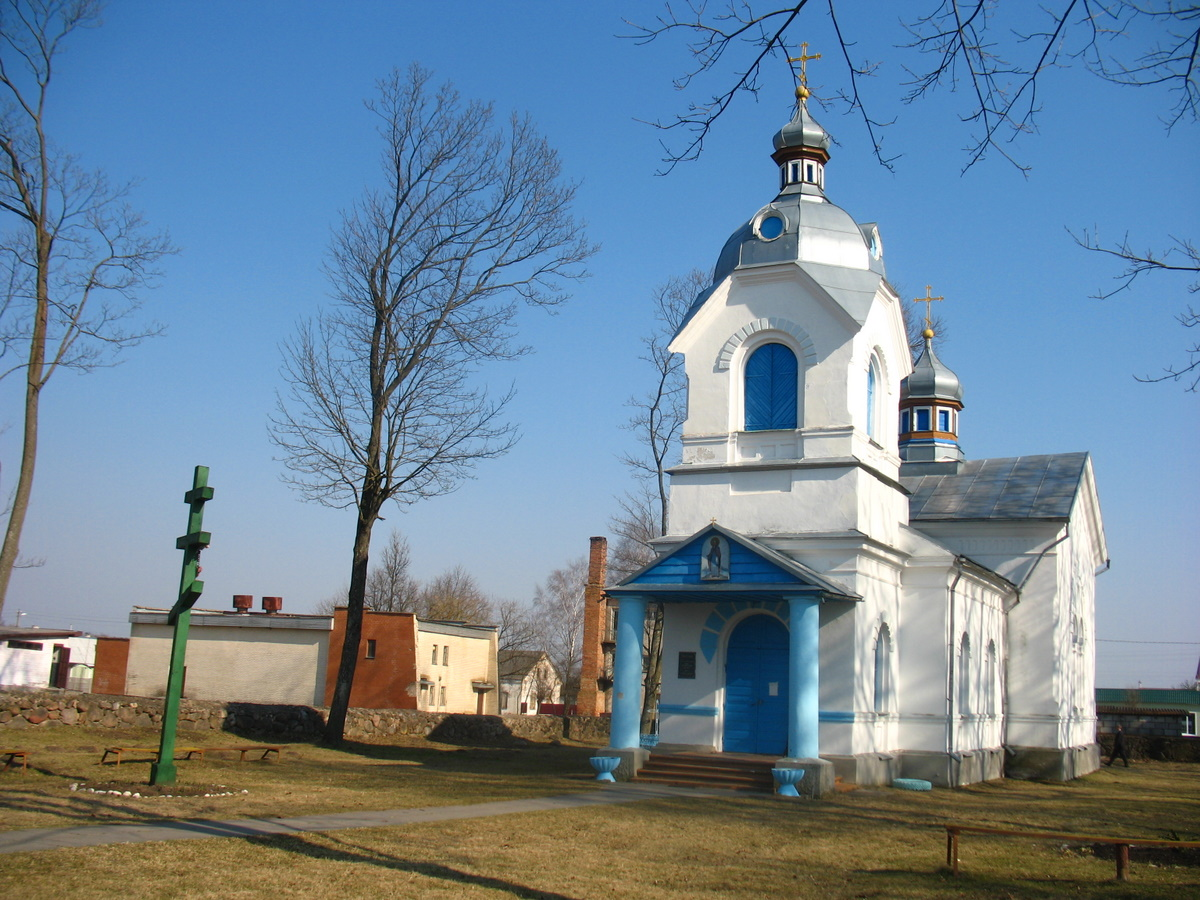
Cerkiew św. Antoniego Wielkiego w Kosowie
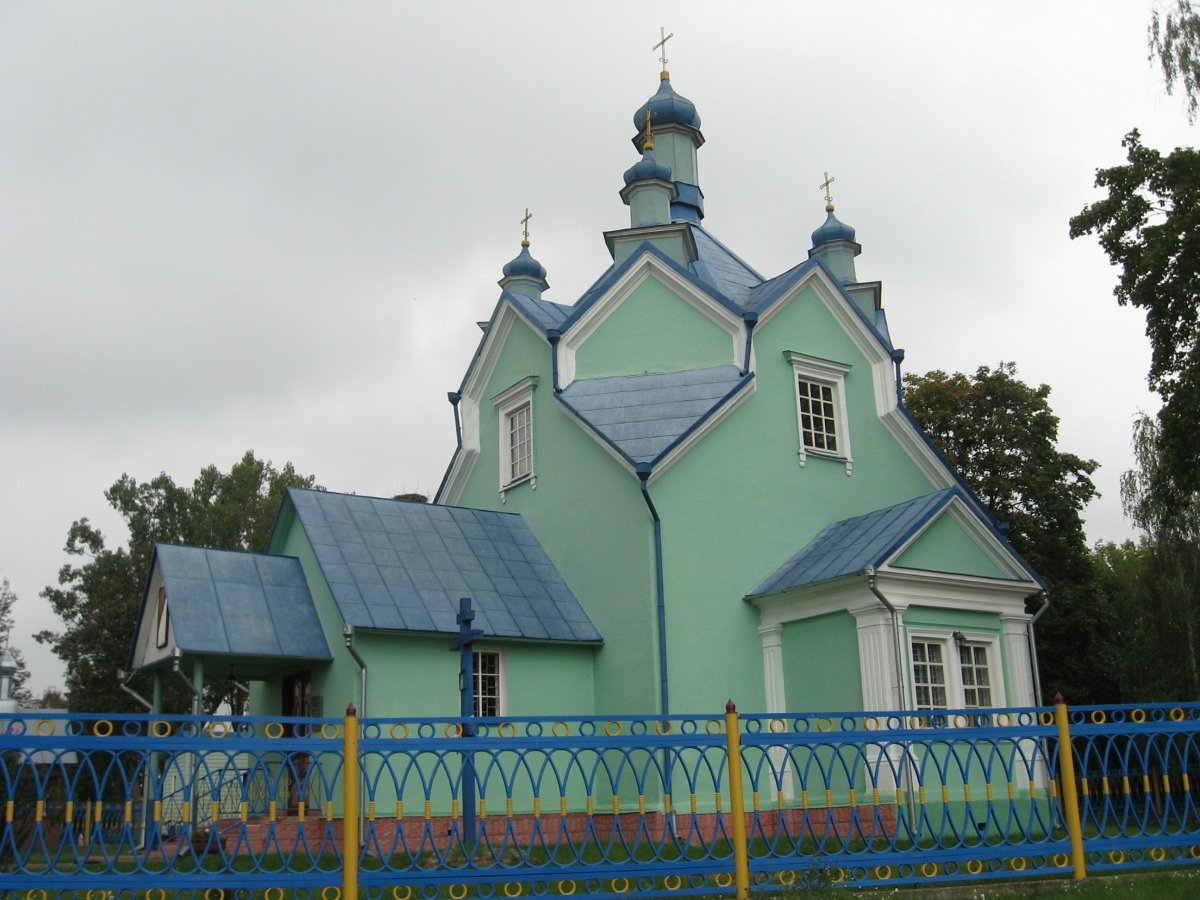
Cerkiew św. Anny w Lubiszczycach
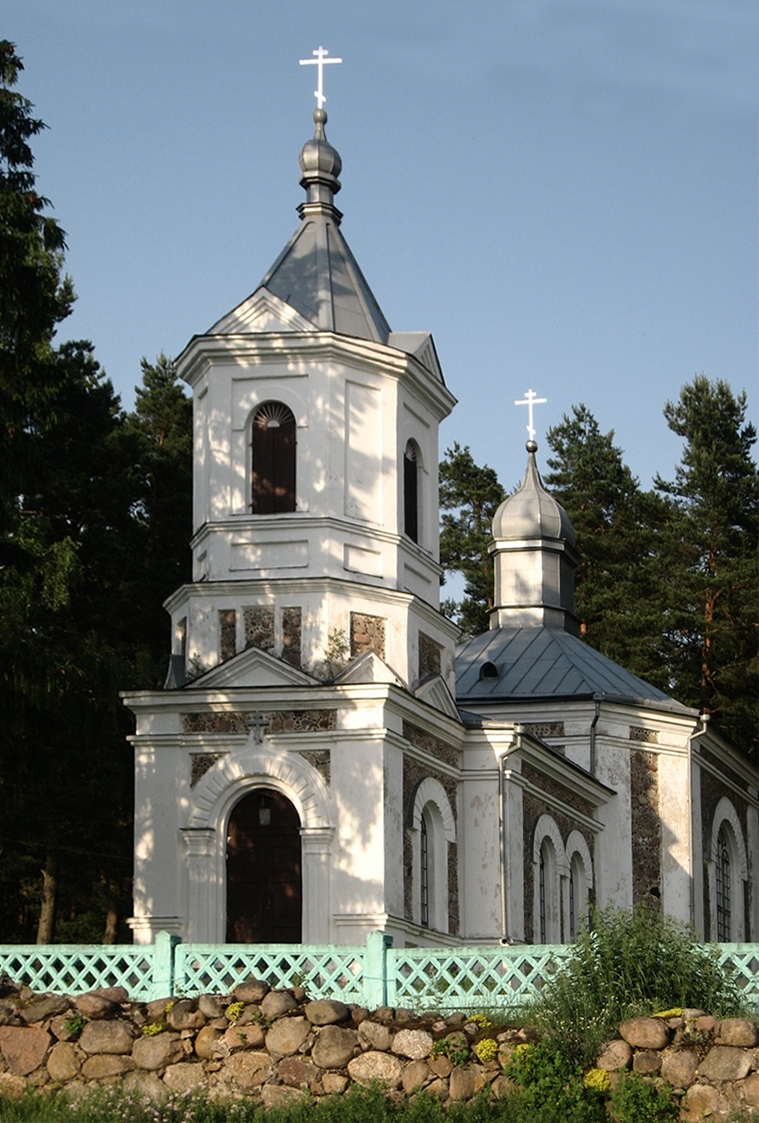
Cerkiew Przemienienia Pańskiego w Mironimie
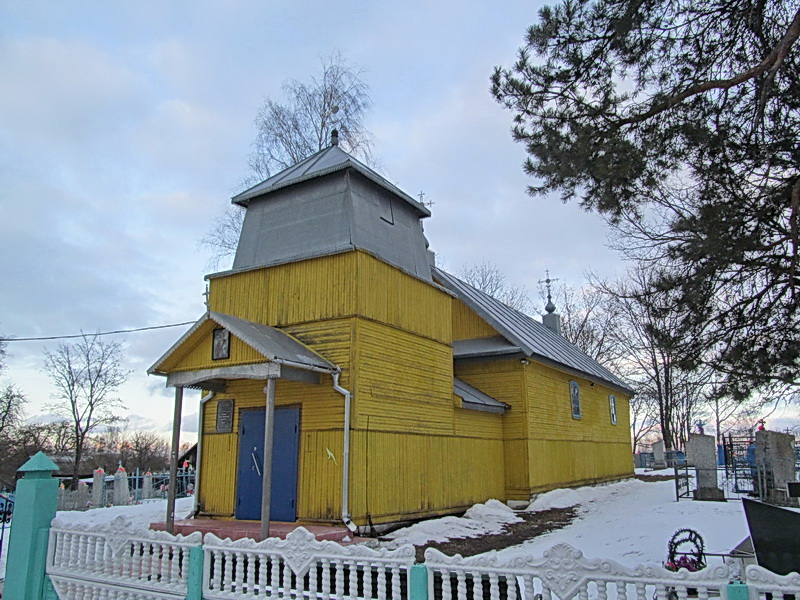
Cerkiew św. Michała Archanioła w Obrowie
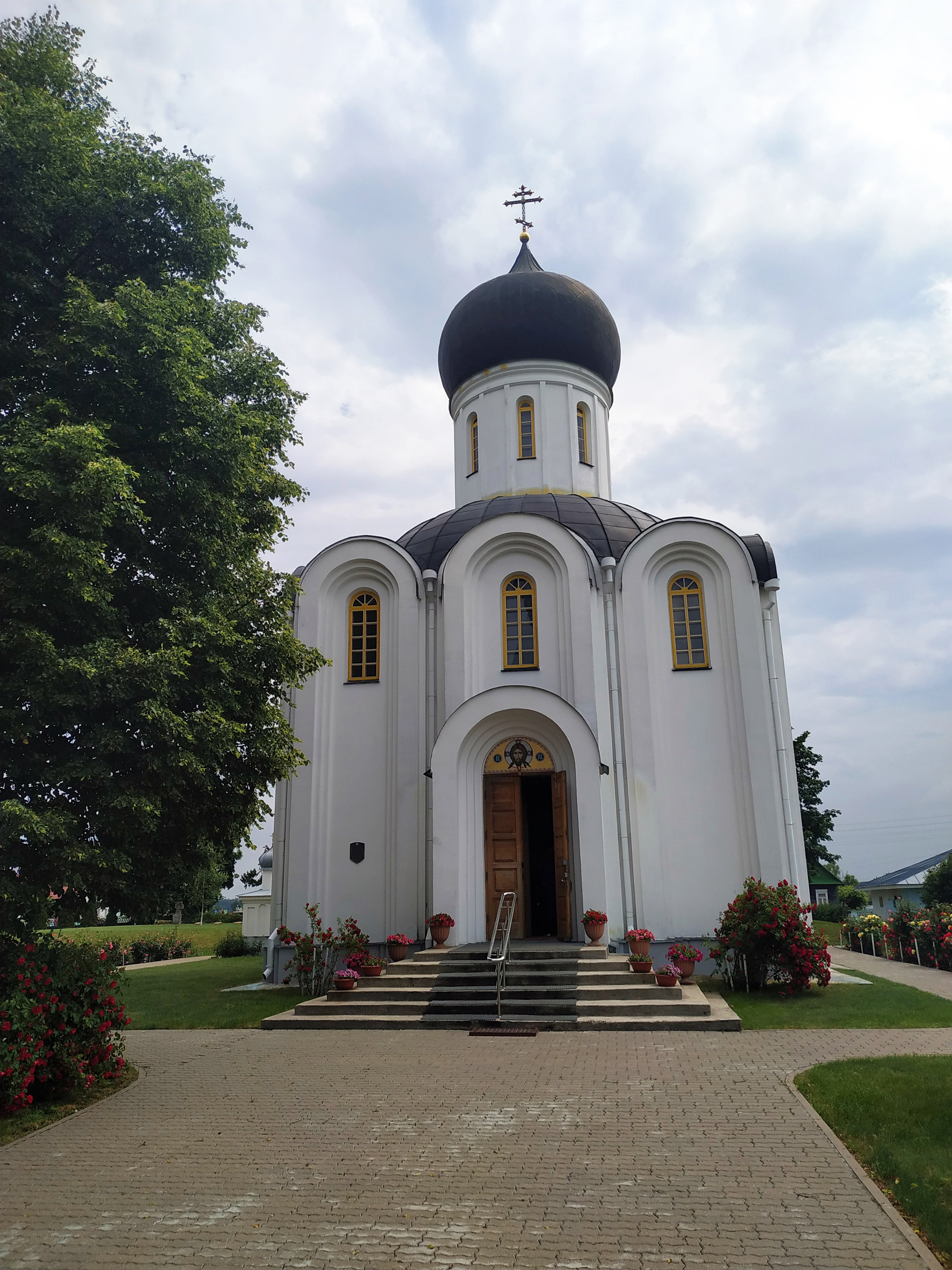
Cerkiew Podwyższenia Krzyża Pańskiego w Świętej Woli
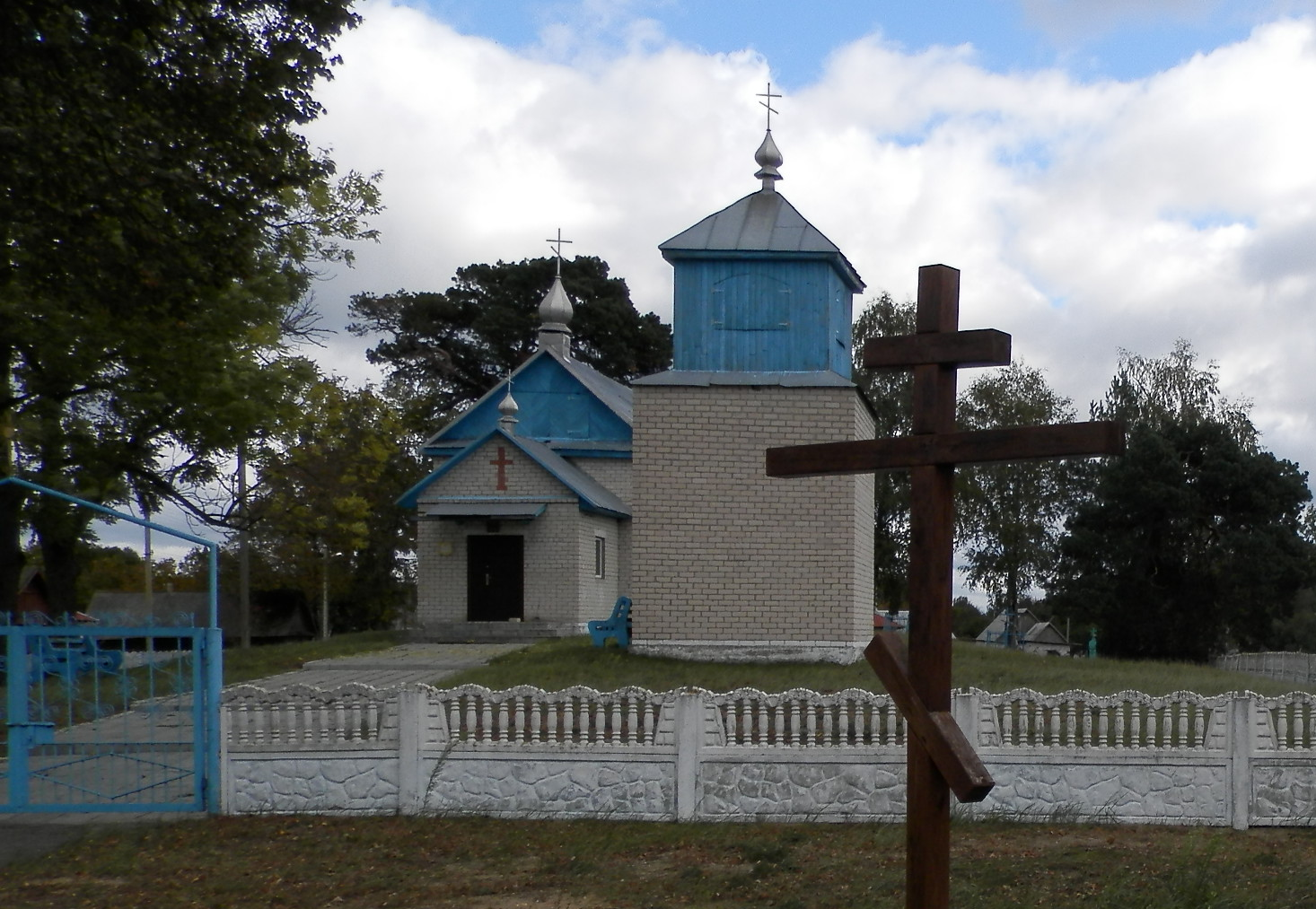
Cerkiew św. Jana Kronsztadzkiego w Wólce Obrowskiej